# Цей дощ ніколи не скінчиться
«Цей дощ ніколи не скінчиться» — документальний фільм української режисерки Аліни Горлової.

## Сюжет
Сім'я 20-річного Андрія Сулеймана переїхала до України, коли жити в Сирії стало неможливим. Але, тікаючи від однієї війни, вони опинились в іншій — на Сході розпочалась російська агресія. Андрій стає волонтером Червоного Хреста в зоні бойових дій. Та після смерті батька рушає до Сирії, щоб поховати його на батьківщині.
Від конфлікту в Сирії до війни в Україні — існування Андрія ніби обрамлене вічним потоком життя і смерті.

## Нагороди та премії
Світова прем'єра стрічки «Цей дощ ніколи не скінчиться» відбулась на найбільшому міжнародному фестивалі документального кіно IDFA 19 листопада 2020 в Амстердамі. Там стрічка Аліни Горлової отримала нагороду «Найкращий повнометражний фільм» в секції «Перша Поява» IDFA.
22 листопада 2020 фільм отримав головну нагороду одного із найстаріших світових фестивалів Festival dei Popoli. А в березні 2021 року відбулась національна прем'єра в світовій конкурсній програмі «Docudays UA». Стрічка «Цей дощ ніколи не скінчиться» отримала спеціальну правозахисну нагороду від незалежної платформи Current Time. А 17 листопада 2021 року стрічка здобула нагороду за найкращий документальний фільм на 66-му Міжнародному кінофестивалі в місті Корк (Ірландія).